# Unterweg (Gemeinde Navis)
Unterweg  im Navistal in Nordtirol ist eine Ortschaft der Gemeinde Navis im Bezirk Innsbruck-Land, Bundesland Tirol.

## Geographie
Die Ortschaft liegt auf um die 1300 m ü. A. und ist auf über drei Kilometer verteilt.
Zum Ortschaftsgebiet gehören etwa 120 Gebäude mit um die 430 Einwohnern in den Ortslagen Koatzet, Kopfers, Kohlstatt sowie dem Ort Navis (Dorf) selbst – Unterweg ist der amtlich-statistische Hauptort der Gemeinde.
Zum Ortschaftsgebiet gehört auch die Almen im Weitichbachtal, die  Weirichalm, die Blasigleralm, Blasigleralm-Hochleger, Stoffenalm und Möslalm gegen die Hohe Warte (2398 m ü. A.) hin, Weirichalm-Oberleger und Poltenalm am Weirichegg, sowie die Stroblalm am Südhang des Mislkopfs (2623 m ü. A.), und die Klammalm im Klammbachtal unter der Knappenkuchl.
Nachbarortschaften
|          | Oberweg                                     |  |
| Außerweg | Kompassrose, die auf Nachbargemeinden zeigt |  |
|          |                                             |  |

## Ortsname
Der Ortsname ist wörtlich: In das Navisertal zieht sich von Matrei eine Straße, die heutige Naviser Landesstraße L 228, als Höhenweg, die das Hölltal, den äußeren Talgrund, umgeht. Bei Bacher (Wegscheid) trennt sie sich auf, führt zum Talgrund bei Navis, steigt gegen das Hintertal bei Häuserer wieder an, und kehrt dann als Höhenweg nach Bacher zurück. Die an den drei Abschnitten liegenden Ortschaften heißen Außerweg, Unterweg und Oberweg.